# Mouthiers-sur-Boëme

Mouthiers-sur-Boëme este o comună în departamentul Charente, Franța. În 1 ianuarie 2022 avea o populație de 2.358 de locuitori.